# Hsipaw
Hsipaw (birmanisch သီပေါ; BGN/PCGN: thibaw; Shan: သီႇပေႃႉ; auch bekannt als Thibaw) ist eine Kleinstadt im Shan-Staat, Myanmar am Ufer des Duthawadi. Es liegt an der Bahnlinie Mandalay-Lashio ca. 200 km nordöstlich von Mandalay.

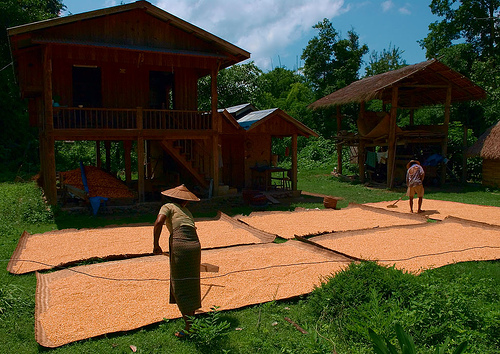
Lokale Häuser
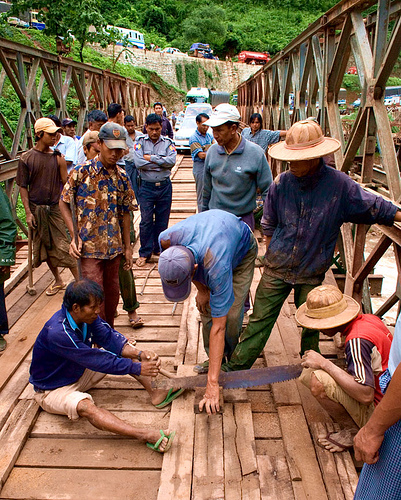
Einheimische bauen eine Brücke
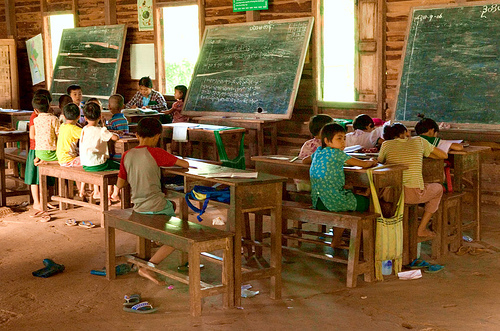
Dorfgrundschule

## Sehenswürdigkeiten
- Shan-Palast: Hier lebte von 1953 bis 1962 der Shan-Kronprinz und spätere Shan-Fürst Sao Kya Seng mit der Shan-Mahadevi (himmlischen Prinzessin), der Österreicherin Inge Eberhard, einer Försterstochter aus Kärnten, die er in den USA kennengelernt hatte. Der Fürst wurde von der burmesischen Militärdiktatur unter General Ne Win, die am 2. März 1962 die Macht übernahm verschleppt und wahrscheinlich ermordet.[1]
- Maha Nanda Kantha-Kloster mit Buddhastatue aus Bambus
- Mahamyatmuni-Pagode
- Der Ort ist Ausgangspunkt für Trekkingtouren zu Palaung und Shandörfern.

### Shan-Fürsten von Hsipaw
- Sao Hswe Kya (1788–1809)
- Sao Hkun Hkwi (1809–1843)
- Sao Hkun Paw (1843–1853)
- Sao Kya Htun (1853–1866)
- Sao Kya Hkeng (1866–1881)
- unbekannt (1881–1886)
- Sao Hkun Saing (1886–1902)
- (Sir) Sao Khe (1902–1928)
- Sao On Kya (1928–1959)
- Sao Kya Seng (1959–1962)

## Persönlichkeiten
- Than Paing (* 1996), Fußballspieler